# Station Görlitz
Station Görlitz (Duits: Bahnhof Görlitz), is een station in de plaats Görlitz in de Duitse deelstaat Saksen. Het station ligt aan de lijnen Berlin - Görlitz, Görlitz – Dresden-Neustadt, Görlitz – Hagenwerder (- Seidenberg / Zittau) en Węgliniec – Zgorzelec – Görlitz.

## Treinverbindingen
De volgende treinseries halteren in de dienstregeling 2012 te Görlitz:
| Lijn   | Traject                                                          | Frequentie    | Vervoerder            |
| ------ | ---------------------------------------------------------------- | ------------- | --------------------- |
| RE 1   | Dresden Hbf – Bischofswerda – Bautzen – Löbau (Sachs) – Görlitz  | 1 x per 2 uur | DB Regio Südost       |
| RE 100 | Dresden Hbf – Bautzen – Görlitz – Legnica – Wrocław Główny       | 3 x per dag   | DB Regio Südost       |
| RB 60  | Dresden Hbf – Bischofswerda – Bautzen – Löbau (Sachs.) – Görlitz | 1 x per 2 uur | DB Regio Südost       |
| OE 60V | Bischofswerda – Bautzen – Löbau (Sachs.) – Görlitz               | 1 x per 2 uur | Ostdeutsche Eisenbahn |
| OE 64  | Görlitz – Niesky – Hoyerswerda                                   | 1 x per 2 uur | Ostdeutsche Eisenbahn |
| OE 65  | Cottbus – Weißwasser (Oberlausitz) – Görlitz – Zittau            | 1 x per uur   | Ostdeutsche Eisenbahn |